# Kostel svatého Vavřince (Klobouky u Brna)
Kostel svatého Vavřince je římskokatolický farní kostel ve městě Klobouky u Brna v okrese Břeclav. Jednolodní barokní stavba pochází z roku 1655, upravena byla v 60. letech 19. století. Je chráněn jako kulturní památka.

## Historie
Kostel se v Kloboukách nacházel již ve 13. století, první písemný doklad pochází z roku 1349. Zasvěcení tohoto kostela je neznámé. Původní malý kostelík byl postupem času zvětšován. Často trpěl následky nepřátelských vpádů a náboženských nepokojů, nejhorší situace byla na počátku třicetileté války. V březnu 1655 započal zábrdovický klášter, majitel klobouckého statku, s výstavbou nového kostela, zasvěceného svatému Vavřinci. Z prostorových důvodů dostal kostel neobvyklou severojižní orientaci. Při stavbě bylo využito části kostela původního. Roku 1658 získal nově postavený kostel nový zvon darem zábrdovického opata Olenia, což pravděpodobně značí datum ukončení výstavby.
V roce 1691 proběhla oprava kostela. Rozsáhlé úpravy prodělal v letech 1861–1862. Kostel byl zpevněn železnými svorníky, šindelová krytina nahrazena křidlicemi a plechem. Přitom došlo k odstranění sanktusové vížky. Kostelní věž obdržela hodiny. Také byla zřejmě v této době zvětšena okna, zřízena oratoř a hudební kruchta (1863). Roku 1890 byla vyměněna prostá stanová střecha věže za cibulovou báň s lucernou.
Na konci druhé světové války byl kostel poškozen dělostřelbou, po skončení války proběhly opravy. V roce 1962 byly k vnějším zdem kostela přeneseny kamenné renesanční náhrobníky hustopečských měšťanů, původem ze zbořeného hustopečského kostela svatého Václava. Tyto náhrobníky byly počátkem 21. století navráceny do Hustopečí. V 60. letech proběhla oprava střešní krytiny a fasád kostela. V polovině 80. let byl kostel staticky zajištěn a zpevněn. Roku 2001 došlo ke generální opravě věže, včetně nového krovu a oplechování. Byla též obnovena fasáda.

## Popis
Kostel svatého Vavřince stojí ve svahu nad západním okrajem náměstí. Jedná se o jednolodní neorientovanou stavbu, vybudovanou v severojižní ose. Obdélná loď kostela je zakončena kněžištěm přibližně čtvercového půdorysu. K jeho východní straně je připojena sakristie s oratoří. Ze severního průčelí lodi vystupuje rizalit hranolové věže. Fasády kostela jsou hladké, se segmentově zaklenutými okny. Hlavní vstup do kostela je ze severní strany valeně zaklenutým podvěžím. Také klenba lodi a sakristie je valená, s výsečemi. Prostor kněžiště a lodi odděluje půlkruhově zaklenutý vítězný oblouk. Při severní straně lodi stojí dřevěná kruchta, podpíraná litinovými sloupy.
Zařízení interiéru dominuje dvoudílný hlavní oltář z poloviny 18. století, původem z kostela v Litenčicích. V čele lodi je umístěn mariánský oltář, upravený roku 1843. Naproti němu stojí kamenná křtitelnice, krytá víkem.
Ve věži visí zvon z roku 1658 od lotrinského zvonaře Benedikta Briota. Dále zvon Vavřinec od zvonařky Dytrychové z roku 1992, dále malý zvon z roku 1670, původem z kaple svaté Barbory a nejmenší zvon umíráček z roku 1924 